# جناكي آما
جناكي المدثر (1920 - 2005) قاضية هندية سابقة في محكمة كيرالا العليا. ولدت في قرية بمقاطعة تريسور بولاية كيرالا. عاشت معظم حياتها في ارناكولام. في 30 مايو 1974 تم تعيينها قاضية في محكمة كيرالا لعليا. وتعتبر ثاني امرأة في الهند تكون قاضية في محكمة كيرالا العليا. شغلت المنصب حتى 22 أبريل 1982.